# Alfredo Raimundo Richard
Alfredo Raimundo Richard (Desterro, 26 de julho de 1883 – Rio de Janeiro, 26 de março de 1953) foi um advogado e político brasileiro.
Filho de Gustavo Richard e Maria del Rosario Sbarbi y Osuña. Casou com Julieta Miranda Richard.
Foi deputado estadual de Santa Catarina na 6ª legislatura (1907 — 1909).